# Przedstawicielstwo interesów Kabardyno-Bałkarii
Przedstawicielstwo interesów Kabardyno-Bałkarii (ros. Представительство интересов Кабардино-Балкарии), zwane też Kabardyno-Bałkarskim Komitetem Narodowym - kolaboracyjna organizacja północnokaukaska podczas II wojny światowej
Po zajęciu Nalczyka przez wojska niemieckie 28 października 1942 r., na pocz. listopada tego roku okupowanym mieście powstało Przedstawicielstwo interesów Kabardyno-Bałkarii. Na jego czele stanął książę Azret U. Kieliemietow i b. sowiecki prokurator i adwokat Salim T. Szadow. Pozostałymi członkami byli: emigranci z Turcji Dowgatgeri Z. Tawkieszew i książę Sz. Szakmanow-Szaposznikow, dezerter z Armii Czerwonej Kasym A. Biesztokow, b. kierownik miejscowego oddziału kompanii "Заготзерно" Blita M. Szakow i represjonowany kułak Alichan Ch. Pszukow. Przedstawicielstwo wydało odezwę skierowaną do Kabardyjczyków i Bałkarów z hasłem podjęcia walki przeciwko władzy sowieckiej, rozwiązania kołchozów i przekazania ziemi chłopom. Kasym A. Biesztokow zajmował się formowaniem oddziałów antypartyzanckich. Poza tym został stworzony szwadron kawalerii złożony z mieszkańców Kabardyno-Bałkarii pod dowództwem K. A. Biesztokowa, który wszedł w skład Oddziału Specjalnego Bergmann. Jako dar dla Führera Adolfa Hitlera przekazano konia w złotej uździe i z drogocennym siodłem. W grudniu 1942 r. w Nalczyku zorganizowane zostało z inicjatywy miejscowego islamskiego duchowieństwa i ludności religijne święto Kurman-bajram, poświęcone "odwobodzeniu Kabardyno-Bałkarii od bolszewików". Kiedy Niemcy wycofywali się z Północnego Kaukazu w styczniu/lutym 1943 r., działacze Przedstawicielstwa ewakuowali się wraz z nimi. Na zachód uszło także prawie 1,7 tys. mieszkańców republiki. Dowgatgeri Z. Tawkieszew został następnie jako przedstawiciel Kabardyńców członkiem Północnokaukaskiego Komitetu Narodowego w Berlinie.